# アマーラ
アマーラ (アラビア語: ٱلْعَمَارَة)は、イラク南東部の都市。バグダッドの南、マイサーン県の県都。イランとの国境から50kmほどの位置にある。人口は2002年に約34万人、2005年に約42万人、2020年には約110万人に増加した。

## 概要
市内中心部にチグリス川が流れており、小麦や大麦などが育てられている。1860年にオスマン帝国の軍事前哨基地として作られた。元イラク大統領サッダーム・フセインに対する抵抗の中心地で、アマーラの戦いの舞台となった。